# جزیره چارلز
جزیره چارلز جزیره کوچکی است که در جنوب ایالت کانتیکت قرار دارد. مساحت آن ۱۴ جریب معادل ۵۷٬۰۰۰ متر مربع می‌باشد.